# Verhängnis eines Tages
Verhängnis eines Tages (OT: 24 Hours) ist ein US-amerikanischer Kriminalfilm mit Clive Brook und Kay Francis in den Hauptrollen unter der Regie von Marion Gering. Der Film basiert auf dem gleichnamigen Roman von Louis Bromfield.

## Handlung
Die Handlung erstreckt sich, wie der Titel bereits andeutet, über 24 Stunden. Sie beginnt um elf Uhr abends auf einer Party in einem exklusiven Penthaus in New York. Der Millionär James Morton Towner ist Alkoholiker und mit der attraktiven Fanny verheiratet. Beide Partner betrügen sich regelmäßig und Fanny hat den Entschluss gefasst, die Scheidung einzureichen. James verlässt die Party relativ früh und geht geradewegs in eine Bar, um sich weiter besinnungslos zu betrinken. Dort trifft er die Sängerin Rosie Dugan, ein Mädchen mit leichtem Lebenswandel. Rosie lädt James ein, die restliche Nacht bei ihr zu verbringen. Ehe es im Appartement von Rosie zum Äußersten kommt, schläft der volltrunkene James ein. Kurze Zeit später betritt Rosies Ex-Mann Tony Bruzzi die Wohnung und erwürgt Rosie, ohne dass James im Vollrausch etwas mitbekommt. Tony verlässt den Tatort und wird selbst kurze Zeit später ermordet. Parallel trifft Fanny Vorkehrungen, am nächsten Morgen nach Europa aufzubrechen. Am nächsten Morgen wacht James auf und findet die ermordete Rosie neben sich. James wird verhaftet und des Mordes an Rosie beschuldigt. Fanny erfährt von der Verhaftung und eilt zur Polizei, wo sie James versichert, an seiner Seite zu stehen, egal was auch immer kommen möge. Allerdings ist sie selbst nicht völlig von seiner Unschuld überzeugt. Die Polizei findet die Fingerabdrücke von Tony und lässt James frei. Nach einigen weiteren Verwicklungen entscheiden sich die Eheleute, es noch einmal miteinander zu versuchen. Um elf Uhr abends, also 24 Stunden später, erheben sie die Gläser und stoßen auf James letzten Drink an.

## Hintergrund
Kay Francis, die seit 1929 bei Paramount unter Vertrag stand, war zu einem populären Star aufgestiegen, hauptsächlich dank ihrer Fähigkeit, auch in emotionalen Momenten Ruhe und Selbstsicherheit auszustrahlen. Meist war sie als Nebendarstellerin eingesetzt, doch das – überwiegend weibliche – Publikum nahm rasch Notiz von ihr. Francis stand im Ruf, eine der bestangezogenen Frauen auf der Leinwand zu sein und auch in 24 Hours schneiderte ihr der Chefdesigner des Studios, Travis Banton, einige spektakuläre Ensembles auf den Leib. Populär wurde besonders ein üppiger Pelzmantel, den Francis beim Verlassen der Party mit der größten Selbstverständlichkeit über die Schultern wirft.
Den Film zeichnet eine pessimistische, sehr melancholische Grundhaltung aus. Keiner der Charaktere ist wirklich positiv gestaltet und die dunkle Atmosphäre von permanentem Ehebruch, Alkoholismus und allgegenwärtigen Verbrechen lässt erhebliche und berechtigte Zweifel an dem fadenscheinigen Happy End zu. Francis und Hopkins sollten gut ein Jahr später unter der Regie von Ernst Lubitsch in dem Streifen Ärger im Paradies wieder gemeinsam auftreten.

## Kritik
In der Los Angeles Times wurde besonders Kay Francis gelobt.

„Kay Francis ist als Dame der Gesellschaft so verführerisch und elegant wie immer. Sie stattet die Rolle mit großer Ernsthaftigkeit und Natürlichkeit aus.“